# Podłużyce
Podłużyce [pronunciación en polaco: /pɔdwuˈʐɨt͡sɛ/] es un pueblo ubicado en el distrito administrativo de Gmina Brudzew, dentro del Distrito de Turek, Voivodato de Gran Polonia, en el oeste de Polonia central. Se encuentra aproximadamente a 8 kilómetros al sureste de Brudzew, a 15 kilómetros al este de Turek, y a 128 kilómetros al este de la capital regional Poznań.
El pueblo tiene una población de 40 habitantes.